# Leukippos (Sohn des Herakles)
Leukippos (altgriechisch Λεύκιππος Leúkippos) ist in der griechischen Mythologie der Sohn des Herakles und der Eurytele, einer Tochter des thespischen Königs Thespios.